# КВ-5
КВ-5 (или Объект 225, иногда также ошибочно называемый КВ-6) — проект советского трёхбашенного сверхтяжёлого танка прорыва периода Великой Отечественной войны.
Проектные разработки осуществлялись специалистами конструкторского бюро Ж. Я. Котина. Работы над тяжелыми танками КВ-5 и КВ-220 велись на Ленинградском Кировском заводе. Танк имел максимальную для того времени толщину брони. Для танка КВ-5 был изготовлен технический проект и началось изготовление ряда узлов и агрегатов. С началом войны в проект пришлось внести целый ряд изменений. Так, пришлось отказаться от идеи изготовления штампованной башни — она была заменена на сварную, а ввиду отсутствия подходящего дизеля мощностью 1200 лошадиных сил (он находился в стадии разработки) КВ-5 перепроектировали под установку двух обычных двигателей В-2, размещённых параллельно.
Однако, в связи с приближением немцев к Ленинграду работы над КВ-5 были прекращены в первой половине августа 1941 года.

## Постановка технического задания
Вопрос создания танка изначально был озвучен на заседании Политбюро ЦК ВКП(б) в марте 1941 года, в частности на повестке дня тогда были поставлены вопросы об экранировании танков КВ-1 и КВ-2, артиллерийском вооружении и усилении брони танка КВ-3 и о проектировании танков КВ-4 и КВ-5 в 1941 году (о чём вышло соответствующее постановление СНК СССР и ЦК ВКП(б)).
На основании постановления правительства в апреле 1941 года был издан приказ Народного комиссара танковой промышленности по вопросу усиления брони путём установки экранов на КВ-1 и КВ-2, о вооружении и усилении бронирования танка КВ-3 и проектировании танков КВ-4 и КВ-5.
Проектирование и изготовление КВ-5 определялось к 1 сентября 1941 года. Лоб и башня планировались толщиной брони 170 миллиметров, борта — 150 миллиметров. Вооружение танка — 107-миллиметровое орудие. Двигатель — 1200 лошадиных сил. Ширина машины не должна была превышать 4,2 метра. К 1 августа 1941 года заводу поручалось предъявить макет и технический проект КВ-5 на утверждение в Народный Комиссариат обороны. Ижорскому заводу вменялось в обязанность к 10 октября 1941 года изготовить его корпус и башню.
Главному конструктору Ленинградского Кировского Завода по моторостроению ставилась задача спроектировать дизель 1200 лошадиных сил на базе моторов М-40 и М-50. Аналогичное задание получил и Харьковский завод. Тем же постановлением главному конструктору Горьковского артиллерийского завода предписывалось спроектировать и изготовить пушку ЗИС-6 калибра 107 миллиметров, с начальной скоростью снаряда 800 метров в секунду и унитарным патроном массой 18,8 килограмма. Ворошиловградскому тепловозостроительному заводу предписывалось выдать техническое задание, согласованное с Народным комиссариатом обороны, на проектирование пародизельной установки для КВ-4 и КВ-5. По предварительным расчётам масса танка равнялась 100 тоннам (по сведениям Виктора Суворова — 150 тонн).

## Проектирование и создание
Ни один из проектов КВ-4 не рассматривался в качестве прототипа для изготовления опытного образца, и в июне работы по КВ-4 были прекращены в пользу КВ-5. Работы над танком начались в июне 1941 года.
Для проектирования КВ-5 была образована бригада конструкторов в составе: К. И. Кузьмин (корпус), Л. Е. Сычев (башня и установка вооружения), Н. Т. Федорчук (ходовая часть). Старшим инженером КВ-5 был назначен Н. В. Цейц, один из старейших работников СКБ-2, на основе эскизного проекта которого и разрабатывался танк. При разработке КВ-5 были учтены все замечания, которые поднимались при обсуждении проекта КВ-4. Сохранив общую компоновку КВ-4, проект переделали так, чтобы использовать максимум элементов от КВ-1.
В ходе проектирования получился мощный танк весьма необычной внешности. Для экономии массы корпус КВ-5 попытались сделать максимально низким — высотой 920 мм. Это привело к тому, что стрелок-радист и механик-водитель получили выступающие вверх башенки. В ромбовидной башне на погоне 1840 мм и под ней находилось довольно просторное боевое отделение танка, в котором находились командир, наводчик и двое заряжающих. Башню сделали высокой, для размещения экипажа и 107-мм пушки с бронебойными и осколочно-фугасными выстрелами, а также для того чтобы по ширине танк умещался на железнодорожной платформе, так как это было одним из обязательных условий технического задания. Поскольку дизель М-40 для КВ-5 сделан не был, в июле 1941 года танк был перепроектирован под параллельную установку двух дизелей В-2СН. Из-за невозможности изготовления штампованной башни с толстыми стенками в разработку была принята сварная. К августу проект КВ-5 был завершён, но из-за тяжёлой обстановки под Ленинградом изготовление опытного образца было отменено, а все силы конструкторов брошены на совершенствование конструкции танка КВ-1.
Согласно американскому исследователю советского танкостроения Стивену Дж. Залоге, КВ-5 проектировался с лобовой бронёй 170—180 миллиметров и боковой бронёй 150 миллиметров, а также восемью катками с каждой стороны. Ряд конструкторов ленинградского СКБ-2 предложили свои чертежи, включая традиционную башенную компоновку (Н. Ф. Шашмурина), компоновку силовой установки в центре, за спиной механика-водителя (М. И. Креславского).

## Компоновка
Главной конструктивной особенностью КВ-5, отличавшей его от остальных KB и при этом роднившей с КВ-2, была большая и высокая башня ромбовидной формы. Такая башня позволяла решить сразу несколько компоновочных проблем. Во-первых, казённик пушки при любых углах возвышения оставался в башне, во-вторых, командир танка и наводчик также умещались в башне и не были зажаты между казёнником и погоном. Всё это давало возможность обойтись сравнительно небольшим башенным погоном (у КВ-5 — 1840 миллиметров, на 30 см больше, чем у КВ-1), который принимал на себя лишь нагрузку от выстрела. К примеру, аналогичное решение позволило разместить в большой башне КВ-2 152-мм гаубицу, при этом диаметр погона остался как у КВ-1. Высота танка в таком случае возрастала, но её можно было уменьшить за счёт высоты корпуса в районе боевого отделения, до размера, обеспечивающего только крепление элементов подвески.
Поэтому корпус КВ-5 в районе боевого отделения и отделения управления имел высоту всего 920 миллиметров и повышался до 1300 миллиметров в районе моторно-трансмиссионного отделения. Высоты 920 миллиметров не хватало для размещения механика-водителя и стрелка-радиста. Данная проблема решалась установленным над головой механика-водителя бронированным откидным колпаком со смотровыми щелями, обеспечивавшими обзор лучший, чем на обычном КВ. Толщина брони колпака была как у лобового листа башни — 180 миллиметров. На марше колпак приподнимался — так же, как на прототипах Т-35.
Стрелок-радист имел в своем распоряжении башенку с пулемётом Дегтярёва, установленную на постаменте так, что огонь можно было вести поверх колпака механика-водителя. Конструкция обеспечивала возможность стрельбы по воздушным целям. Вторая подобная башенка находилась на крыше основной башни. Установленный в ней пулемёт обслуживался заряжающим.
В боевом отделении корпуса размещалась укладка с частью боекомплекта 107-миллиметровой пушки. Основной боекомплект укладывался в нишу башни.
Командир танка располагался справа от пушки. В его распоряжении находилась полноценная командирская башенка с пятью смотровыми приборами и небольшим перископом, который позволял вести наблюдение поверх пулемётной башенки. Слева от пушки находился наводчик, а в кормовой части башни — двое заряжающих, наличие которых в составе экипажа, учитывая массу 107-мм унитарных выстрелов, было отнюдь не лишним, тем более, что в перспективе часть танков могла вооружаться 152-мм гаубицей-пушкой. В моторно-трансмиссионном отделении параллельно устанавливались два дизеля В-2К мощностью по 600 лошадиных сил каждый. Переход на двухдвигательную схему был вынужденной мерой, так как с началом войны довести более мощные варианты В-2 с турбонаддувом не представлялось возможным. Не было и возможности получить в приемлемых количествах авиадизели М-30 или М-40. Двигатели соединялись с коробкой передач и бортовыми фрикционами с помощью промежуточного редуктора.
Корпус КВ-5, в отличие от других KB, не имел гнутых деталей (за исключением кормового нижнего листа). Бронелисты соединялись друг с другом гужонами и электросваркой. Толщина бортов и кормы корпуса достигала 150 миллиметров, крыши и днища — 40 миллиметров.
При изготовлении штампованной башни КВ-3 возникло множество проблем, и для КВ-5 башню решили изготовить из катаной брони. Лобовой 180-миллиметровый лист крепился к башне гужонами, а все остальные листы соединялись между собой шпоночным соединением «двойной ласточкин хвост». Такое соединение не применялось в отечественном танкостроении ни до, ни после, было трудоёмким, заставило установить бортовые листы башни вертикально, но обеспечило почти монолитную её прочность.

## Танковая пушка ЗИС-6
Появлению приказа Народного комиссара танковой промышленности о создании танков КВ-4 и КВ-5 предшествововал ряд событий. В марте 1941 года артиллерийский завод № 92 в Горьком посетил Маршал Советского Союза Г. И. Кулик, поставив главному конструктору завода В. Г. Грабину задачу срочного перевооружения танка КВ-1. Однако перспективы дальнейшего развития орудия для танка КВ-1 непременно подводили к увеличению калибра орудия и, соответственно, массы самого танка. У Грабина состоялся телефонный разговор с И. В. Сталиным, в котором тот осведомился у конструктора о целесообразности перевооружении тяжёлого танка вместо 76-миллиметровой пушки новой, более мощной 107-миллиметровой. Вопреки всеобщему скепсису, Грабин ответил утвердительно и посетовал на отсутствие понимания со стороны руководства Главного автотракторного управления и Автобронетанкового управления Вооружённых сил. Грабин упомянул о существовании уже испытанного орудия Ф-42, однако в разговоре Сталин и Грабин пришли к согласию, что данное орудие слишком громоздко (оно заведомо не годилось для КВ-1 и из существующих танков могло быть установлено только на КВ-2), и следует разработать новый, более компактный образец. После этого телефонного разговора Грабин получил всяческую поддержку от руководства означенных организаций. В итоге вместо заявленных 45 дней опытный образец пушки был создан и испытан за 38 дней.
ЗИС-6 широко использовала имеющиеся наработки. Так, унитарный заряд был позаимствован от уже производящейся 107-мм дивизионной пушки M-60, при этом его мощность была дополнительно повышена. По конструкции и технологиям ЗИС-6, с учётом возросшей мощности, была в общих чертах аналогична уже производящейся 76-мм танковой пушке Ф-34. Ряд конструктивных решений — например, механический досылатель заряжания — были взяты от Ф-42. При массе снаряда в 16.6 кг и скорости 800 м/с мощность ЗИС-6 оказалась в 4.4 раза выше, чем мощность пушки Ф-32, штатной пушки серийных КВ-1. Это означало, что любой современный танк поражался ею с дистанции в километр или даже более. Опытные образцы для испытаний устанавливались на доработанный танк КВ-2. Хотя конструктор в мемуарах пишет,, что было сделано порядка 800 готовых пушек, но требуемый танк, по неясным ему причинам, создан не был и пушки якобы пошли, как лом, в переплавку (понятно, что это было бы очень неприятно из-за тяжёлого положения с оружием на фронте); документы свидетельствуют об обратном:

Серийное производство пушек ЗИС-6 началось 1 июля и согласно отчету завода № 92 «в июле-августе 1941 года было изготовлено пять серийных орудий ЗИС-6, после чего их производство прекращено из-за неготовности тяжелого танка». Все высказывания, что в 1941 г. было выпущено несколько сотен ЗИС-6, документально не подтверждаются.— М. Н. Свирин «Броневой щит Сталина»

## Общая оценка проекта

### Отрицательная
В статье вышедшей в журнале «Молодая гвардия» в издательстве ЦК ВЛКСМ к 50-летию начала Великой Отечественной войны общим тиражом 425 тыс. экземпляров, специалистом отечественного танкостроения Сергеем Птичкиным, критикуется вся серия танков КВ. В частности, Птичкин критикует КВ-4 и КВ-5 из-за сложившейся, по его мнению, абсурдной, не поддающейся логике ситуации:
Вокруг КВ был создан ореол советского «чудо-оружия», и его создатели стали звёздами первой величины на «танковом небосклоне», а в войсках отказы следовали за отказами, машину не любили. Война с Германией стояла у порога — всем это было ясно, и надо бы срочно доводить до рабочего состояния то, что уже было, но нет — мы приступили к «творческому поиску». Явные признаки технического сумасшествия в Советском Союзе проявились гораздо раньше, чем в Германии, где только в конце войны пытались сотворить некое оружие возмездия, вроде пресловутого «мышонка», весившего 180 тонн.«Молодая гвардия», 1991, №6

### Положительная
Тем не менее, существуют и положительные оценки машины. Так, авторы интернет-энциклопедии авиации и бронетанковой техники «Aviarmor», ссылаясь на более ранние работы, отмечают, что проект КВ-5 имел ряд неоспоримых преимуществ перед немецкими танками всех типов, включая также трофейные французские танки типа B-1bis и Somua S-35. 107-миллиметровая пушка ЗИС-6 свободно пробивала броню любого из них на дистанциях до полутора тысяч метров, в то время как сам КВ-5 оставался уязвимым только для артиллерии крупного калибра. Впрочем, недостатков у советского танка тоже было достаточно. Самым существенным его недостатком была огромная масса, которая не позволяла танку проезжать по большинству имевшихся тогда мостов, а в рыхлом грунте или в заболоченной местности КВ-5 мог вообще потерять подвижность. Кроме того, высота танка делала его хорошей мишенью на поле боя. Возможно, КВ-5 был бы хорош в обороне — действуя из засад или укрытий он мог бы принести больше пользы, чем в прямом столкновении с противником.